# 川口皓平
川口 皓平（かわぐち こうへい、1988年9月14日 - ）は、日本の元ラグビー選手。

## プロフィール
- 長崎県出身[1]。
- ポジションはフルバック(FB)とウイング(WTB)
- 身長 183cm、体重 90kg
- ニックネームはコウヘイ。
- U19日本代表に選ばれたことことがある[2]。
- 2015年、オーストラリア、ウエスタンオーストラリア州のクラブチーム(Wanneroo)と2017年、ニュージーランド、ノースハーバー地区のクラブチーム(Mahurangi)のプレミアグレードでのプレー経験もある。
- 筑波大学4年時は主将を務め、コカ・コーラレッドスパークスでは副主将を2シーズン務めた。

## 略歴
2007年、長崎北高校卒業後、筑波大学に入る。
2011年、筑波大学卒業後、コカ・コーラウエストレッドスパークス（現：コカ・コーラレッドスパークス）に加入。同年11月13日に行われたジャパンラグビートップリーグ第3節のパナソニック ワイルドナイツ戦にて先発出場で公式戦初出場を果たす。
2017年、コカ・コーラレッドスパークスを退団した。
2017年、単身ニュージーランドへ渡る。